# Get Up! (Before the Night Is Over)
A Get Up! (Before the Night Is Over) című dal a belga Technotronic zenekar második kislemeze a Pump Up the Jam: The Album című bemutatkozó albumról. A dal 1990-ben jelent meg, és több ország slágerlistájára is felkerült. Úgy mint Ausztrália, Kanada, az Egyesült Államok és Európa számos országában is. A dal remix változata 1998-ban, és 1999-ben is megjelent, és felkerült a Dance Dance Revolution Ultramix 4 és a Dance Dance Revolution 3 mixlemezekre is.
2007-ben a Global Deejays nevű formáció a Technotronic közreműködésével újra felvette a dalt, ami Franciaországban sikeres volt.

## Megjelenések
CD maxi
1. "Get Up ! (Before the Night Is Over)" (dance action mix) — 6:00
2. "Get Up ! (Before the Night Is Over)" (single mix) — 3:51
3. "Get Up ! (Before the Night Is Over)" (muted mix) — 5:52
4. "Get Up ! (Before the Night Is Over)" (CD version) — 5:54

7" kislemez
1. "Get Up ! (Before the Night Is Over)" (single mix) — 3:51
2. "Get Up ! (Before the Night Is Over)" (instrumental) — 3:12

12" maxi bakelit
1. "Get Up ! (Before The Night Is Over)" (dance action mix) — 6:00
2. "Get Up ! (Before The Night Is Over)" (muted mix) — 5:52
3. "Get Up ! (Before The Night Is Over)" (def mix) — 8:12
4. "Get Up ! (Before The Night Is Over)" (accapella) — 2:47
5. "Get Up ! (Before The Night Is Over)" (instrumental) — 5:51

U.S. 12" maxi bakelit(SBK V-19704)
1. "Get Up ! (Before The Night Is Over)" (def mix) — 8:12
2. "Get Up ! (Before The Night Is Over)" (album mix) — 4:47
3. "Get Up ! (Before The Night Is Over)" (7" edit) — 3:30
4. "Get Up ! (Before The Night Is Over)" (far east mix) — 5:58
5. "Get Up ! (Before The Night Is Over)" (techno mix) — 4:48

Kazetta
1. "Get Up ! (Before the Night Is Over)"
2. "Raw"

### Az 1998-as verzió
CD maxi
1. "Get Up" (radio version) — 3:38
2. "Get Up" (radio sequel) — 3:42
3. "Get Up" (clubbing mix) — 5:49
4. "Get Up" (pulsar mix) — 5:15
5. "Pump up the Jam" (the sequel - dancing divaz master mix) — 5:35

### 2007 verzió
CD maxi
1. "Get Up (Before the Night Is Over)" (general electric version) — 6:22
2. "Get Up (Before the Night Is Over)" (flash brothers remix) — 7:39
3. "Get Up (Before the Night Is Over)" (tribalectric rap mix) — 6:05
4. "Get Up (Before The Night Is Over) (Maurizio Gubellini Remix)		7:24

### Év végi helyezések
| Slágerlista(1990)     | Helyezés |
| --------------------- | -------- |
| Osztrák kislemezlista | 18       |
| Holland Top 40        | 56       |
| Svájc kislemezlista   | 24       |
| US Billboard Hot 100  | 73       |

## Eladási adatok
| Ország        | Helyezés | Dátum             | Eladási adatok |
| ------------- | -------- | ----------------- | -------------- |
| Franciaország | Ezüst    | 1990              | 205,000        |
| UK            | Ezüst    | 1990. február 1.  | 200,000        |
| U.S.          | Arany    | 1990. április 27. | 500,000        |